# Dai cazzo Federico
Dai cazzo Federico è un singolo del rapper italiano Fedez, pubblicato il 19 febbraio 2013 come secondo estratto dal terzo album in studio Sig. Brainwash - L'arte di accontentare.

## Video musicale
Il videoclip, diretto da Luca Tartaglia e basato su un'idea di Fedez e di Federico Clapis, è stato pubblicato il 21 settembre 2012 attraverso il canale YouTube del rapper.

## Tracce
1. Dai cazzo Federico – 3:12 (testo: Federico Lucia, Daniele Lazzarin – musica: S. Benussi, V. Catanzaro)